# Amonit (film)
Amonit (původní název Ammonite) je britské historické drama režiséra a scenáristy Francise Lee z roku 2020. Film v hlavních rolích s Kate Winslet a Saoirse Ronan pojednává o vášnivém vztahu paleontoložky Mary Anning a geoložky Charlotte Murchison. Film vznikl na zakázku společnosti Netflix v produkci filmové společnosti See Saw.

## Příběh
40. léta 19. století. Sběratelka fosilií a paleontoložka Mary Anning (Kate Winslet) žije osamělým životem se svou matkou Molly na mořském pobřeží v malém městě Lyme Regis v hrabství Dorset. Dopoledne tráví na pobřeží sběrem fosilií, převážně amonitů, které poté prodává ve svém malém krámku. Odpoledne tráví s matkou, se kterou pravidelně leští porcelánovou sbírku zvířat. Jednoho dne navštíví Mary geolog Roderick Murchison společně s jeho ženou Charlotte (Saoirse Ronan). Vyjádří obdiv k archeologické práci a požádá o prohlídku nalezišť. Vzhledem k Charlottině nemoci se Roderick rozhodne ji zanechat na rekonvalescenci v letovisku a vrací se zpět do Londýna se sbírkou odkoupených fosilií.
Charlotte začne přes nevoli Mary doprovázet na ranní procházky po pobřeží, její zdravotní stav se začíná brzy zlepšovat. Obě ženy v sobě najdou zpočátku nenápadné zalíbení. Po nezdařené léčebné koupeli v moři postihne Charlotte silná horečka a Mary se rozhodne o ni postarat. Zajistí od doktora tinkturu a zajistí Mary domácí péči. V průběhu několika dnů se Charlotte vrací síla a začne Mary pomáhat nejen s archeologickými průzkumy, ale i s péči o domácnost. Při jedné společné výpravě najdou fosilii lebky ichtyosaura, kterou společnými silami odnesou do domu a očistí. Podobnou lebku nalezla Mary ve svých jedenácti letech, nyní je pod cizím jménem umístěna v Národním muzeu v Londýně.
Obě ženy se sblíží a vznikne mezi nimi intimní, sexuální pouto a vzájemné sdílení náklonnosti i společenské vyloučenosti. Po odjezdu Charlotte do Londýna dostane Mary dopis, ve kterém je pozvána na návštěvu. Po příjezdu do Londýna zjistí, že jí Charlotte připravila pokoj a počítá s tím, že budou spolu bydlet a žít (navzdory jejímu manželství). Mary je zhrzená nečekaným jednáním a manipulací ze strany Charlotte, odchází do Národního muzea prohlédnout si svůj první nález. Obě ženy se zde setkávají nad exponátem ichtyosaura s cizím jménem objevitele.

## Přijetí
Britské drama představuje dosud neodhalený intimní život slavné britské paleontoložky, ačkoliv o jejím sexuálním životě a vztahu s Charlotte Murchison panují mnohé dohady. Režisér Francis Lee zdůrazňuje zejména třídní a společenské rozdíly, které do života obou žen promítají, ale také výlučnost mužské vědecké komunity, která nebyla ochotna přiznat zásluhy ženským vědkyním. Film představuje intimní portrét s přesvědčivými hereckými výkony a propracovanou kamerou.

## Obsazení
| Kate Winsletová  | Mary Anningová      |
| Saoirse Ronanová | Charlotte Murchison |
| James McArdle    | Roderick Murchison  |
| Gemma Jones      | Molly Anning        |

## Zajímavosti
- Charlotte Murchisonová (1788–1869) byla ve skutečnosti o jedenáct let starší než Mary Anningová (1799–1847), zatímco Saoirse Ronanová (Charlotte) je o devatenáct let mladší než Kate Winsletová (Mary).